# Kvalifikace na Mistrovství světa ve fotbale 2002
V kvalifikaci na Mistrovství světa ve fotbale 2002 se národní týmy ze šesti fotbalových konfederací ucházely o 29 postupových míst na závěrečný turnaj. Pořadatelé (Jižní Korea a Japonsko) spolu s obhájcem titulu - Francií měli účast na závěrečném turnaji jistou. kvalifikace se účastnilo 199 zemí.
| Region                                        | Počet místenek na finálovém turnaji pro tento region | Počet účastníků kvalifikace v tomto regionu |
| --------------------------------------------- | ---------------------------------------------------- | ------------------------------------------- |
| Asie (AFC)                                    | 4,5* (z toho 2 místa pro J. Koreu a Japonsko)        | 40                                          |
| Afrika (CAF)                                  | 5                                                    | 51                                          |
| Evropa (UEFA)                                 | 14,5* (včetně automaticky postupující Francie)       | 50                                          |
| Jižní Amerika (CONMEBOL)                      | 4,5*                                                 | 10                                          |
| Oceánie (OFC)                                 | 0,5*                                                 | 10                                          |
| Severní, Střední Amerika a Karibik (CONCACAF) | 3                                                    | 35                                          |

* Poloviny míst znamenají místa v mezikontinentální baráži.

## Kvalifikační skupiny
Celkem 193 týmů sehrálo alespoň jeden kvalifikační zápas. Celkem jich bylo sehráno 777 a padlo v nich 2452 branek (tj. 3,16 na zápas).

### Afrika (CAF)
(51 týmů bojujících o 5 místenek)
Po tom, co se Burundi na poslední chvíli odhlásilo, čekaly na 50 týmů dvě fáze. V té první byli rozlosováni do dvojic a utkali se systémem doma a venku o postup do skupinové fáze. V ní bylo 25 celků rozlosováno do 5 skupin po 5 týmech. Vítězové jednotlivých skupin postoupili na MS.

### Asie (AFC)
(40 týmů bojujících o 2 nebo 3 místenky - baráž proti týmu z Evropy rozhodla o držiteli třetí místenky)
Celkem 40 účastníků bylo rozlosováno do 10 skupin po 4 týmech. Vítězové skupin následně postoupili do druhé skupinové fáze, kde bylo 10 týmů rozlosováno do dvou skupin po pěti. Vítězové skupin postoupili na MS a druhé týmy se utkaly v baráži o třetí místo zaručující postup do mezikontinentální baráže proti týmu z Evropy.

### Evropa (UEFA)
(50 týmů bojujících o 13 nebo 14 místenek - baráž proti týmu z Asie rozhodla o držiteli čtrnácté místenky)
Všech 50 reprezentací bylo rozlosováno do 9 skupin po 6, resp. 5 týmech. Vítězové skupin postoupili přímo na MS. Jeden z celků na druhých místech byl náhodně vylosován do mezikontinentální baráže proti třetímu celku z Asie. Zbylá osmička týmů na druhých místech se utkala v baráži o zbylé 4 místenky na závěrečném turnaji.

### Jižní Amerika (CONMEBOL)
(10 týmů bojujících o 4 nebo 5 místenek - baráž proti týmu z Oceánie rozhodla o držiteli páté místenky)
Všech deset týmů se v jedné skupině utkalo dvoukolově každý s každým. Nejlepší čtyři celky se kvalifikovaly na mistrovství světa, zatímco pátý tým se utkal s vítězem zóny OFC v mezikontinentální baráži.

### Oceánie (OFC)
(10 týmů bojujících o 0 nebo 1 místenku - baráž proti týmu z Jižní Ameriky rozhodla o držiteli této místenky)
V první fází bylo všech 10 týmů rozlosováno do dvou skupin po 5, kde se utkaly jednokolově na jednom centralizovaném místě. První tým z každé skupiny postoupil do finálové fáze. V ní se oba vítězové utkali doma a venku o účast v mezikontinentální baráži proti pátému celku zóny CONMEBOL.

### Severní, Střední Amerika a Karibik (CONCACAF)
(35 týmů bojujících o 3 místenky)
V zóně CONCACAF bylo hned několik kvalifikačních fází. Nejlepší čtveřice týmů v žebříčku FIFA byla přímo nasazena do semifinálové fáze a pátý tým byl přímo nasazen do předbaráže. Zbylých 30 týmů bylo rozděleno do dvou zón. V té Karibské bylo 24 týmů rozlosováno do tří skupin po 8 týmech. Ve skupinách se utkali vyřazovacím systémem doma a venku. Vítězové skupin postoupili do semifinálové fáze a poražení finalisté skupin se zúčastnili předbaráže. Ve středoamerické zóně bylo 6 účastníků rozlosováno do dvou skupin po třech týmech, kde se utkali dvoukolově doma a venku. Vítězové skupin postoupili do semifinálové fáze, celky ze druhých míst se zúčastnili předbaráže. V předbaráži se šestice týmů utkala doma a venku o postup do semifinálové fáze. Dvanáct týmů v bylo v semifinálové fázi rozlosováno do tří skupin po čtyřech. První dva týmy z každé skupiny postoupily do druhé skupinové fáze, ve které byla jedna skupina čítající 6 týmů. První tři z této skupiny postoupili na mistrovství světa.

## Mezikontinentální baráže

### UEFA vs. AFC
- Jeden náhodně vylosovaný celek ze druhého místa některé ze skupin UEFA ( Irsko) se utkal se třetím celkem zóny AFC ( Írán).

#### Úvodní zápas
| 10. listopadu 2001 18:00 GMT |          |      |                                                                                     |
| Irsko                        | 2 – 0    | Írán | Lansdowne Road, Dublin diváci: 36 538 rozhodčí: Antonio Pereira da Silva (Brazílie) |
| Harte 44' (pen.) Keane 50'   | (Report) |      | Lansdowne Road, Dublin diváci: 36 538 rozhodčí: Antonio Pereira da Silva (Brazílie) |

#### Odveta
| 15. listopadu 2001 17:30 UTC+3:30 |          |       |                                                                     |
| Írán                              | 1 – 0    | Irsko | Azadi Stadium, Teherán diváci: 100 000 rozhodčí: Mattus (Kostarika) |
| Golmohammadi 90'                  | (Report) |       | Azadi Stadium, Teherán diváci: 100 000 rozhodčí: Mattus (Kostarika) |

 Irsko zvítězilo celkovým skóre 2:1 a postoupilo na Mistrovství světa ve fotbale 2002.

### CONMEBOL vs. OFC
- Pátý celek zóny CONMEBOL ( Uruguay) se utkal s vítězem zóny OFC ( Austrálie).

#### Úvodní zápas
| 20. listopadu 2001 20:15 UTC+11 |          |         |                                                                              |
| Austrálie                       | 1 – 0    | Uruguay | Melbourne Cricket Ground, Melbourne diváci: 84 656 rozhodčí: Cesari (Itálie) |
| Muscat 78' (pen.)               | (Report) |         | Melbourne Cricket Ground, Melbourne diváci: 84 656 rozhodčí: Cesari (Itálie) |

#### Odveta
| 25. listopadu 2001 16:00 UTC-3 |          |           |                                                                                           |
| Uruguay                        | 3 – 0    | Austrálie | Estadio Centenario, Montevideo diváci: 62 000 rozhodčí: Bujsaim (Spojené arabské emiráty) |
| Silva 14' Morales 70', 90'     | (Report) |           | Estadio Centenario, Montevideo diváci: 62 000 rozhodčí: Bujsaim (Spojené arabské emiráty) |

- Uruguay zvítězila celkovým skóre 3:1 a postoupila na Mistrovství světa ve fotbale 2002.